# Holocentropus curvatus
Holocentropus curvatus is een fossiele soort schietmot uit de familie Polycentropodidae.